# Platyrinchus cancrominus
A Platyrinchus cancrominus a madarak (Aves) osztályának a verébalakúak (Passeriformes) rendjébe és a királygébicsfélék (Tyrannidae) családjába tartozó faj.

## Rendszerezése
A fajt Philip Lutley Sclater és Osbert Salvin írták le 1860-ban.

## Alfajai
- Platyrinchus tyrinchus cancrominus P. L. Sclater & Salvin, 1860
- Platyrinchus cancrominus dilutus (W. Miller & Griscom, 1925)
- Platyrinchus cancrominus timothei Paynter, 1954[2]

## Előfordulása
Mexikó déli részén, valamint Belize, Costa Rica, Guatemala, Honduras, Nicaragua, Panama és Salvador területén honos. Természetes élőhelyei a szubtrópusi és trópusi száraz erdők, síkvidéki és hegyi esőerdők. Állandó, nem vonuló faj.

## Megjelenése
Testhossza 10 centiméter, testtömege 10-12 gramm.

## Természetvédelmi helyzete
Elterjedési területe nagyon nagy, egyedszáma ugyan csökken, de még nem éri el a kritikus szintet. A Természetvédelmi Világszövetség Vörös listáján nem fenyegetett fajként szerepel.